# Mach-Zehnder-Modulator
Ein Mach-Zehnder-Modulator ist ein optisches Bauteil, um Licht in seiner Intensität zu modulieren.

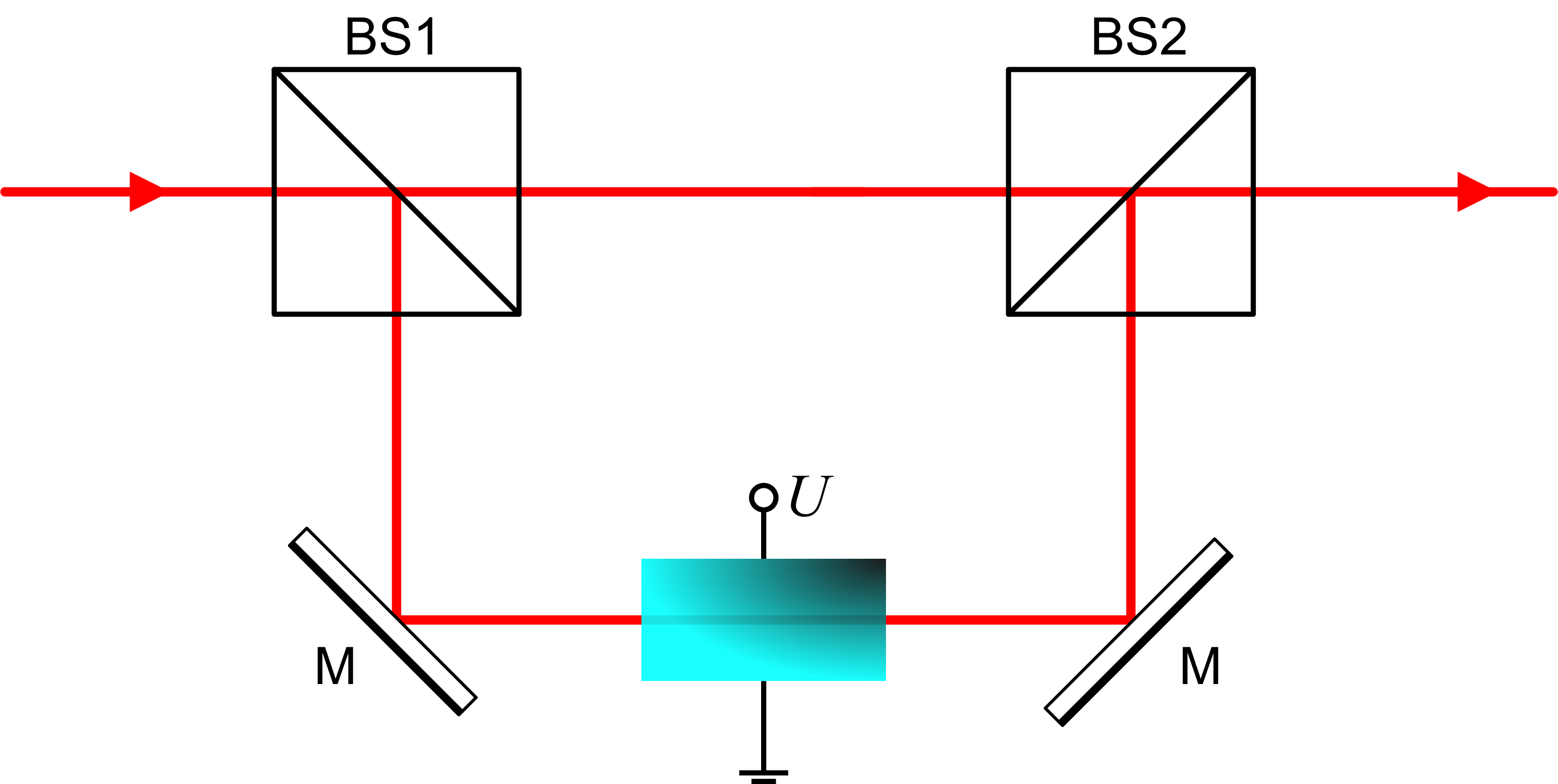
Schematischer Aufbau eines Mach-Zehnder-Modulators. BS: Strahlteiler, M: Spiegel.

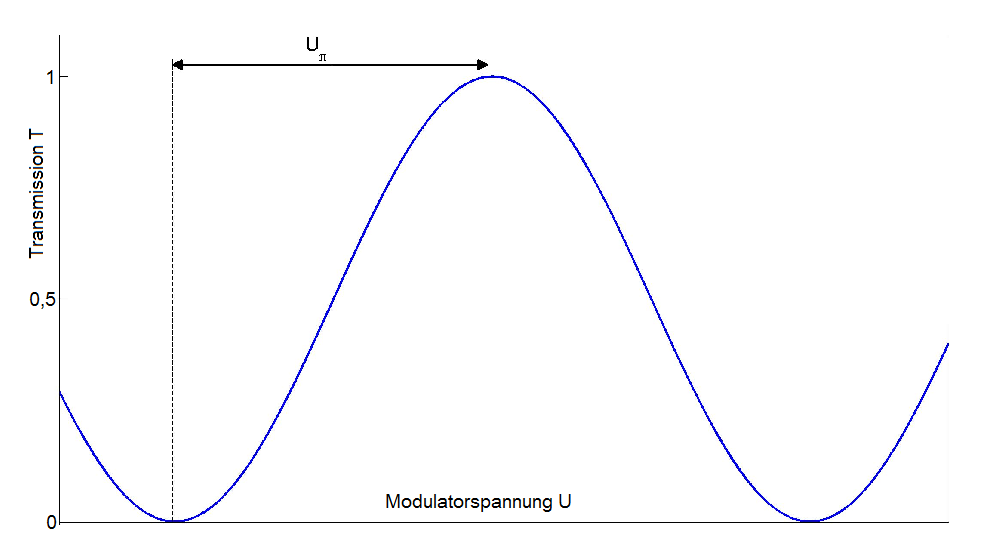
Transmission eines Mach-Zehnder-Modulators in Abhängigkeit von der angelegten Spannung.

Der Modulator stellt ein Mach-Zehnder-Interferometer dar, in dessen einem Arm ein elektrooptisches Element (Pockels- oder Kerr-Zelle) gestellt wird, um eine Phasenverschiebung zwischen beiden Interferometerarmen zu erzeugen. Je nach Wert der Phasenverschiebung variiert die Intensität am Ausgang des Interferometers. Die Transmission T des Modulators berechnet sich nach:
{\displaystyle T(U)=\cos ^{2}\left({\frac {\varphi _{0}}{2}}-{\frac {\pi U}{2U_{\pi }}}\right)}.
U ist hierbei die an dem elektrooptischen Element angelegte Spannung, {\displaystyle U_{\pi }} ist die Spannung, bei der maximale Transmission erreicht wird und {\displaystyle \varphi _{0}} ein konstanter Phasenwert, der durch den Aufbau des Modulator gegeben wird.